# Chalcididae
Die Chalcididae bilden eine Hautflüglerfamilie innerhalb der Überfamilie der Erzwespen (Chalcidoidea).
Das Taxon geht auf den französischen Entomologen Pierre André Latreille im Jahr 1817 zurück. Molekularbiologische Studien legen nahe, dass die Familie der Chalcididae polyphyletisch ist. Dagegen sind vermutlich die Unterfamilien Epitraninae, Dirhininae und Haltichellinae monophyletisch.

## Merkmale
Im Folgenden die Hauptmerkmale der Chalcididae: Die hinteren Femora sind verdickt und weisen einen oder mehrere Zähne auf der Innenseite auf. Die hinteren Tibien sind deutlich gebogen. Der Prepectus ist sehr eng und nicht deutlich erkennbar. Die Tegulae sind oval und fast so lang wie breit. Der Körper der Erzwespen ist robust und misst gewöhnlich zwischen 2,5 und 9 mm.

## Verbreitung
Die Chalcididae sind weltweit vertreten.

## Lebensweise
Die Chalcididae sind hauptsächlich solitäre Endoparasitoide von Schmetterlingen und Zweiflüglern. Einige Arten der Chalcididae parasitieren Hautflügler, Käfer oder Netzflügler. Es gibt auch tropische Arten, die ektoparasitisch leben. Weiterhin gibt es Arten, die vermutlich gregär leben oder Hyperparasiten sind.

## Innere Systematik
Die Chalcididae umfassen etwa 1500 Arten in etwa 90 Gattungen und werden gewöhnlich in 8 Unterfamilien gegliedert (Stand 2020):
- Brachymeriinae
- Chalcidinae
  - Chalcidini
- Cratocentrinae
- Dirhininae
- Epitraninae
- Haltichellinae
  - Belaspidiini
  - Haltichellini
  - Hybothoracini
  - Notaspidiini
  - Tropimeridini
  - Zavoyini
- Phasgonophorinae
  - Phasgonophorini
  - Stypiurini
- Smicromorphinae

4 Gattungen (Antrocephalus, Brachymeria, Conura, Hockeria) repräsentieren mehr als die Hälfte (54 %) der Artenvielfalt, während 65 Gattungen (78 %) jeweils weniger als 5 beschriebene Arten umfassen.